# Most Beška
Beška (serb. Мост код Бешке lub Most kod Beške) – betonowy most na Dunaju w pobliżu serbskiej miejscowości Beška. Przez most prowadzi autostrada. Został zbudowany w 1975 r. Jest największym mostem na Dunaju.
Autorem projektu jest architekt Branko Žeželj. Konstrukcję w latach 1971–1975 zbudowała serbska firma Mostogradnja. Most został dwukrotnie zbombardowany oraz częściowo zniszczony podczas bombardowania Serbii przez siły NATO 1 i 21 kwietnia 1999 r. Został on wyremontowany i ponownie oddany do użytku 19 lipca 1999 r. jako istotna część europejskie trasy E75.
Bliźniaczy most, przeznaczony dla ruchu w kierunku północnym, został zbudowany w latach 2008–2011 tuż obok starej konstrukcji. Prace prowadzone były przez austriackie konsorcjum Alpine Bau. Otwarcie miało miejsce 3 października 2011 r. Następnie stary most został zamknięty i wyremontowany. W sierpniu 2014 r. został ponownie oddany do użytku.
Most jest fragmentem autostrady E75. Posiada dwa pasy w obu kierunkach, twarde pobocze oraz dwa chodniki.